# Heikant (Waalre)
Heikant is een buurtschap  in de Nederlandse gemeente Waalre.
De buurtschap is gelegen aan de doorgaande weg tussen Waalre-dorp en Valkenswaard, nabij de gemeentebossen van Waalre en de historische buurtschap Loon.
Aan de Heikantstraat is een wokrestaurant gevestigd in het voormalige café `t Huufke.
Dit was in de zeventiende en achttiende eeuw een van de boerderijen behorende tot het Kasteel van Waalre, en dus eigendom van de Heer van Waalre.
Het IVN Aalst-Waalre heeft rond Heikant een met blauwe paaltjes gemarkeerde wandelroute uitgezet.
Dorpen: Aalst · Waalre-dorp

Buurtschappen en gehuchten: Achtereind · Ekenrooi · Heikant · Heuvel · Loon · Timmereind

Noord-Brabant: Steden en dorpen      Nederland: Provincies · Gemeenten